# John Houston (ski alpin)
Pour les articles homonymes, voir John Houston et Houston.
John Houston est un skieur alpin handisport canadien.
Il complète les épreuves de descente masculine B1 et de slalom géant masculin B1 lors des Jeux paralympiques d'hiver de 1988 à Innsbruck en Autriche,.
Houston remporte la médaille de bronze au slalom géant masculin B1. Il est disqualifié lors de la descente masculine B1.